# Громадська свічка
Громадська свічка — символ єдності громади і шанування її покровителів. Свічка відома з XV—XVI століття як серед міських (цехових) корпорацій, так і серед сільських громад. У другій половині XIX століття згадки переважно на Лівобережному Поліссі.
Виготовлялася з воску, що залишався після виготовлення канунного меду. Вага її могла досягати декількох пудів. Частину її відрізали пускали на виготовлення свічок, частина яких продавалася. На другий або третій день після храмового свята місцевий священик по закінченню громадського обіду разом з гостями йшов до господаря, який виготовляв кануний мед і зберігав громадську свічку. Гроші, які він вторгував за мед і свічки, віддавав священнику за перенос свічки.
Після того як справлявся молебень, свічка переносилася до хати іншого господаря. Справлявся молебень, а свічка ставилася у діжечку з зерном. Співали пісні із побажанням доброго врожаю, достатку в господарстві. Вважалося, що Господь посилає благословіння на хату, де зберігається ця свічка. Господар, в подяку, частував гостей обідом.
Наступного разу свічку переносили до іншого господаря. Після того як вона побувала у всіх домівках громади, вона здавалася до церкви і виготовлялася нова.
Громадська свічка не передавалася до господарств, хазяї яких зганьбили себе перед громадою. Відмова прийняти свічку викликала осуд у членів громади.